# Quemusia raveni
Espèce
Quemusia raveni est une espèce d'araignées aranéomorphes de la famille des Desidae.

## Distribution
Cette espèce est endémique du Queensland en Australie. Elle se rencontre dans le parc national de Lamington.

## Description
La carapace de la femelle holotype mesure 1,6 mm de long sur 1,0 mm de large et l'abdomen 2,1 mm de long sur 1,3 mm de large.

## Étymologie
Cette espèce est nommée en l'honneur de Robert John Raven.

## Publication originale
- Davies, 1998 : A revision of the Australian metaltellines (Araneae: Amaurobioidea: Amphinectidae: Metaltellinae). Invertebrate Taxonomy, vol. 12, no 2, p. 211-243.